# Sven Cederström (1691–1767)
Sven Cederström, född 2 september 1691 i Stockholms län, död 12 januari 1767 på Jälla i Vaksala socken, Uppsala län, var en svensk hovmarskalk.

## Biografi
Sven Cederström var son till biskop Carolus Carlsson till Tomta och Elfgärde i Rasbo socken, Jälla utanför Uppsala och Torkarby i Vaksala socken samt Skälby i Hammarby socken, Stockholms län. Hans mor var Catharina Bröms, dotter till livmedikus Sven Bröms. Sven Cederström var den yngste av biskop Carolus Carlssons söner. Han blev student vid Uppsala universitet 2 oktober 1705 och auskultant i bergskollegium 7 maj 1709. 1714 blev han löjtnant vid garnisonsregementet i Stade och tre år senare, 1717, blev han kapten i Hälsinge infanteriregemente. Därifrån tog han avsked 1719. Från 31 mars 1721 trädde han i hovtjänst hos den nya kungafamiljen, då han blev han kammarherre och därefter blev han hovmarskalk hos kung Fredrik från 20 april 1747. Cederström hade deltagit i 1718 års fälttåg i Norge.

## Giftermål
Cederström gifte sig 24 juni 1718 med den då endast 15-åriga fröken Charlotta Elisabet Blixenstierna, hon var döpt i Stockholm 28 augusti 1703. Som nygifta bosatte de sig antagligen på Jälla, som sedermera blev familjens huvudgård. En del jordegendomar förvärvade Sven Cederström med sin hustru, som förde rikedomar i boet. Charlotta Blixenstierna var dotter till statssekreteraren Tomas Andersén, som vid adlandet antagit namnet Blixenstierna. Hennes mor Elisabet Adlersköld var dotter till Stockholmsborgaren Lydert Bartels, som hörde till den köpmannaaristokrati, som vid mitten av 1600-talet spelade en betydande roll både i det ekonomiska och politiska livet. Även Tomas Blixenstierna var av en förmögen borgarsläkt.

## Köp av egendom i Stockholm
År 1730 köpte sig Sven Cederström en stadsegendom i Stockholm på nuvarande Västra Trädgårdsgatan 9, det hus som senare blev Stockholms handelskammares hus under 80 år, åren 1927–2012. Fastigheten låg på Norrmalm nära Kungsträdgården. Huset låg i kvarteret Jakob Större, men under långa tider kallades huset Jakob Mindre och huset fick nytt nummer i samband med en år 1729 genomförd omnumrering av stadens tomter. Vid gården på Trädgårdsgatan hade läkaren, författaren och naturforskaren Urban Hjärne tidigare haft sin bostad. Efter förvärvet av huset bodde Cederström med sin familj en eller flera våningar i gården, men samtliga familjemedlemmar var skrivna på landet, där de åtminstone tillbringade somrarna. Han tycks ha blivit en mera sällsynt gäst i huvudstaden senare. Ännu 1740 betecknar man honom i mantalslängden som boende i huset, men i nästa mantalslängd från 1755 kallas han endast ägare. Efter 1747 kanske det skedde en förändring av hans levnadsvanor, då han med den förvärvade hovmarskalkstiteln kunde dra sig tillbaka från den aktiva hovtjänsten. Antalet hyresgäster i hans stadsfastighet ökades med ens just detta år, samtidigt med att det totala hyresbeloppet stegras. Det kan tyda på en ökad upplåtelse av lägenheter till hyresgäster.
Karaktären på huset vid Västra Trädgårdsgatan förändras efter denna tid så småningom. Från att ha varit ett bostadshus, avsett för en familj eller för ett fåtal familjer, som kunde disponera mer än en lägenhet, förvandlas det till ett hyreshus anlagt på smålägenheter. Lägenheterna lämpade sig bäst för folk med enklare vanor, eftersom knappast någon våning kunde rymma mer än fyra rum och kök.
Sven Cederströms hustru tycks ha varit en excentrisk kvinna, som efter sitt eget sinne ville använda de jordiska ägodelar, av vilka hon kom i besittning. Det lilla man ur dokumenten kan få fram om hennes person, gör inget tilltalande intryck. Vanvården av huset i Stockholm, på Västra Trädgårdsgatan 9, får kanske till väsentlig del skrivas på hennes konto. Det berättas i riddarhusgenealogierna (i Stockholm 19 juni 1776) om henne, att hon "på ett konstigt sätt, medels skuldsedlars utgivande, bortgivit från sina egna avkomlingar sin ansenliga egendom till friherre Anders Cederström, för det hennes sondotter Ulla Cederström ej velat gifta sig med honom". Ulla Cederström var dotter till stadssekreteraren Tomas Andersén, adlad Blixenstierna, och hans hustru Elisabet Adlersköld.

## Förtroendeposter
När Cederström hade dragit sig tillbaka från hovtjänsten uppehöll han sig längre eller kortare tider i Stockholm. Givetvis hade han precis som sina ståndsbröder önskemål som sträckte sig högre än jordagodsen och brukskomplexen. Vyerna tycks mer ha riktats mot andra trakter än mot Stockholm. Det var inte ovanligt att aspiranter själva gjorde sig påminda då de önskade förtroendeposter vid denna tid. Det gick ibland att köpa en syssla med tillräckliga ekonomiska resurser. Det var åtminstone vid två tillfällen som Sven Cederström anhöll att få bli ihågkommen vid utnämningar av landshövdingar. Det första tillfället var i Västernorrlands län år 1749 och det andra tillfället i Kopparbergs län år 1756. Som merit åberopade han bland annat att han år 1744 hade fått beledsaga drottning Lovisa Ulrika vid hennes resa till Sverige. Men hans planer misslyckades båda gångerna, då antagligen andra hade kraftigare röster än han och som kanske också tog risken av större insatser. Sven Cederströms äldste broder Olof Carlsson, adlad Olof Cederström, som erhöll friherrlig värdighet 1731 och blev stamfar för den ännu levande släkten Cederström, gick ämbetsmannavägen. Han var en tid riksråd och i hattpartiets  regering och slutade som president i lagkommissionen.

## Förvaltningen av jordegendomar
Cederströms huvudsakliga intresse var dock att ägna sig åt förvaltningen av sina jordegendomar, som genom arv och köp så småningom fick en betydande omfattning. Han blev sålunda ägare av ett stort godskomplex i Uppland med säterierna Jälla, Eke och Torkarby i Vaksala socken, Tomta och Elfgärde i Rasbo socken, gårdarna Skälby i Hammarby socken och Sätuna i Husby-Ärlinghundra socken samt ett 30-tal hemman i samma trakter. Det stora brukskomplexet han innehade i Gästrikland var dock ännu betydelsefullare. Han erhöll dessa genom arv från sin morfar, livläkaren, professorn och rektorn Sven Bröms. På 1670-talet hade Sven Bröms genom köp förvärvat åtskilliga hemman i Ockelbo socken och Valbo socken och där hade han drivit upp gruvdrift och järnhantering. Han blev grundaren av Ockelboverken.
Efter morfaderns död 1693 hade det stora komplexet, det som senare kallades Ockelboverken, gått till hans dotter Catharina Bröms, som var gift med Carolus Carlsson, som var biskop i Västerås. Catharina Bröms köpte år 1698 Rogbo bruk med Edsken och Mackmyra med Valbo som borgenär för sin syster Elisabeth Bröms genom att inteckna sin och makens egendom. Bruket ansågs år 1688 som en verksamhet utan framgång, men några år senare hade den blivit en framgång. Såsom ende sonen i biskopens sista äktenskap ärvde Sven Cederström det mesta av anläggningarna. Snart nog inlöste han även det övriga av anläggningarna. Han blev därmed ensam ägare av de många gruvorna och bruken. Det var en betydande rikedomskälla under denna järnhanteringens gyllene tid. Men hanteringen krävde både arbetsinsatser och förfarenhet för att kunna utnyttjas till fullo. Cederström anknöt sålunda till industrialismen under den form, som vid denna tid var den mest inbringande. Samtidigt återupplivade Cederström den gamla adelns feodala traditioner genom sina lantegendomar. Vid Catharina Bröms död 1736 var Ockelboverken Gästriklands största bruksrörelse. Järnbruken med gruvor och skogar ärvdes därefter av Catharina Bröms och Carolus Carlssons söner (adlade Cederström), varav den ena, hovmarskalken Sven Cederström, blev ensam ägare efter att ha löst ut sin bror. Cederström efterträddes av sonen hovmarskalken Tomas Cederström och sonsonen Karl Cederström. Under den sistnämndes tid inköptes 1779 det år 1758 anlagda och 1764 privilegierade Katrinebergs bruk med underlydande i Hanebo socken och Bollnäs socken. 

## Fördelning av arvet
I januari 1767 avled Sven Cederström på sin gård i Jälla. Bouppteckningen, som förrättades på hösten samma år, nådde höga siffror. Då arvet skulle fördelas fick änkan behålla jordegendomarna och Stockholmshuset. Men efter varjehanda uppgörelser hamnade Ockelboverken hos sonen Tomas. Han gjorde ungefär samma karriär som fadern, han var officer, kammarherre och hovmarskalk, och han avled redan 1771. Även han lämnade efter sig en betydande förmögenhet, som huvudsakligen bestod av bruksegendomar. 

## Utmärkelser
- Riddare av Svärdsorden, 17 april 1750.